# أسد أمريكي

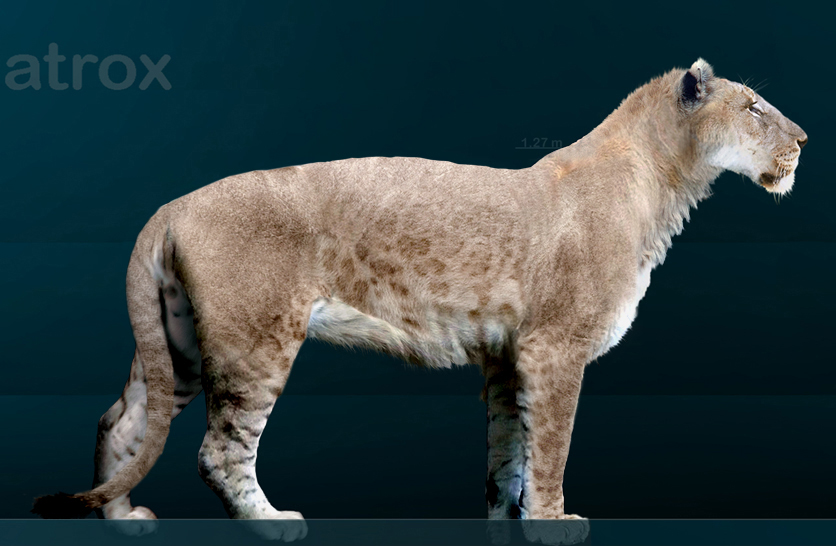
اعادة انشاء

الأسد الأمريكي (Panthera leo atrox أو P. atrox) (بالإنجليزية:American lion) معروف أيضًا باسم أسد أمريكا الشمالية أو أسد الكهوف الأمريكي، هو أسد منقرض من عائلة السنوريات، إستوطن أمريكا الشمالية وشمال أمريكا الجنوبية خلال عصر البليستوسين من 340,000 إلى 11,000 سنة مضت حيث تواجد لمدة 0.33 مليون سنة تقريبًا، وقد أظهر من خلال تحليل وراثي ليكون نسب شقيقة لأسد الكهوف الأوروبي (Panthera leo spelaea أو P. spelaea)، كان جزءًا من ميجافونا البليستوسين وهي مجموعة كبيرة من الثدييات التي عاشت في ذلك الوقت، وجاءت معظم بقاياه من حفر قطران لابريا.
الأسد الأمريكي هو واحد من أكبر أنواع القطط التي وُجدت، وهو أكبر بقليل من أسد كهوف البليستوسين الأوسط البدائي، وأكبر بحوالي 25% من الأسد الأفريقي الحديث.